# Carria shimamatsensis
Carria shimamatsensis är en stekelart som beskrevs av Kusigemati 1968. Carria shimamatsensis ingår i släktet Carria och familjen brokparasitsteklar. Inga underarter finns listade.